# Chlorophytum graptophyllum
Chlorophytum graptophyllum là một loài thực vật có hoa trong họ Măng tây. Loài này được (Baker) Marais & Reilly mô tả khoa học đầu tiên năm 1978.